# День червоної руки
День червоної руки (англ. Red Hand Day), або Міжнародний день боротьби з використанням дітей-солдатів відзначають 12 лютого кожного року, починаючи з 2002 року по всьому світу задля привернення уваги до дітей-солдатів: дітей віком до 18, які беруть участь у військових організаціях усіх видів. На Red Hand Day закликають до дій, щоб припинити цю практику, і підтримати дітей, які постраждали від неї.

## Кампанія «Червона рука»

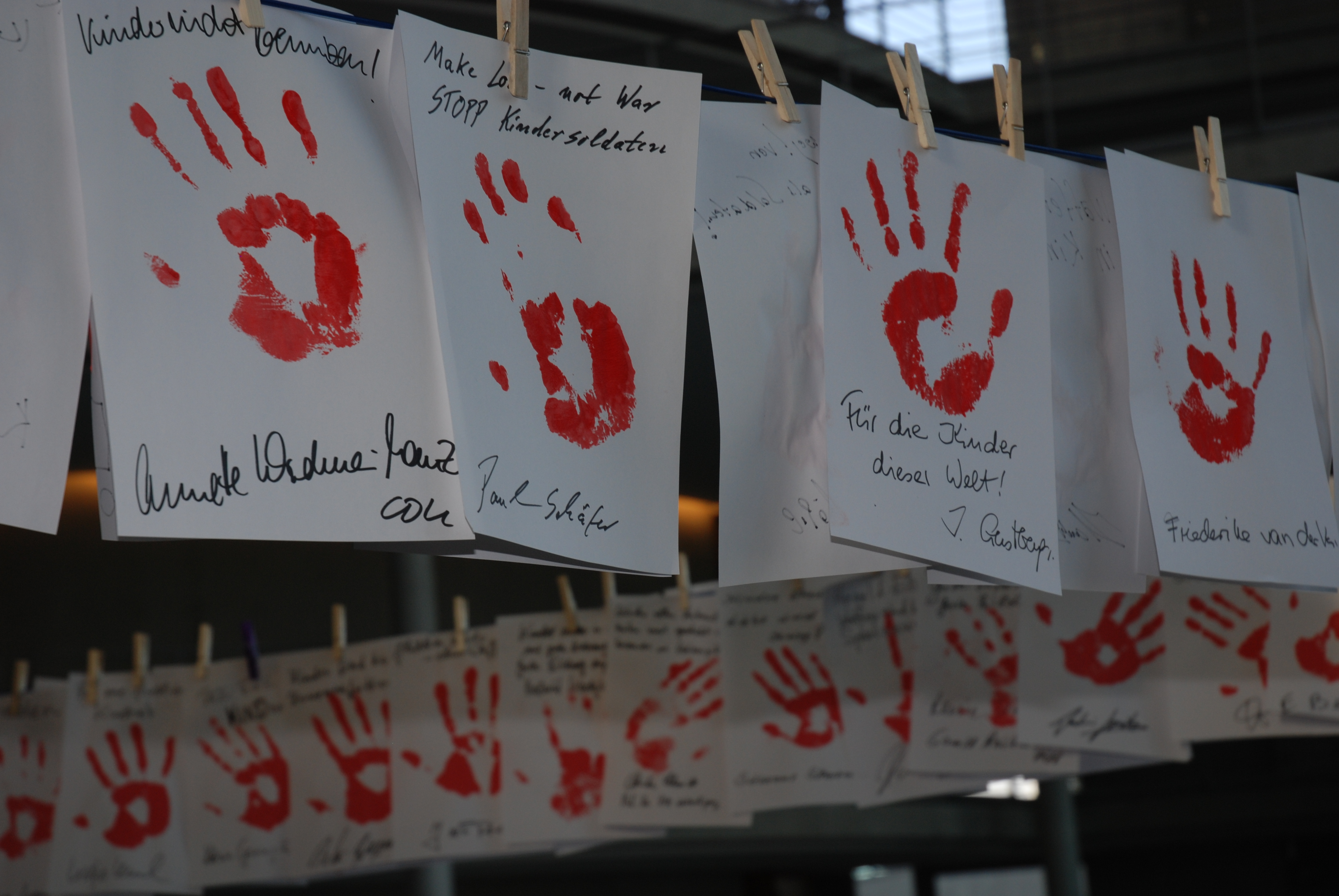
Червоні відбитки долонь депутатів Бундестагу та співробітників Бундестагу на День червоної руки 2012

Починаючи з 2002 року, країни та регіональні коаліції з усього світу проводять заходи 12 лютого, у День червоної руки, щоб привернути увагу до проблеми та заохотити до припинення використання дітей у військових цілях. Дата вказує на набуття чинності договором OPAC.
Наприклад, у 2008 році діти та підлітки ініціювали кампанію зі збору якомога більшої кількості червоних відбитків долонь, щоб передати їх в ООН у День червоної руки.  Червоні руки були зроблені на папері, банерах і особистих повідомленнях із закликом припинити використання дітей-солдат. У східній Демократичній Республіці Конго, де вербування дітей різко зросло, було зібрано сім тисяч червоних рук. Колишні діти-солдати з Гвінеї та Кот-д'Івуару надіслали повідомлення з проханням про реабілітацію та допомогу колишнім дітям-солдатам. Сотні заходів, таких як марші, петиції, шкільні інформаційні програми, виставки та червоні руки, були доставлені членам місцевого конгресу та парламентів. Понад 250 000 червоних рук було зібрано в молоді зі 101 країни світу та представлено у вигляді книги Генеральному секретарю ООН Пан Гімуну 12 лютого 2009 року в Нью-Йорку колишніми дітьми-солдатами з Колумбії та Кот-д'Івуару в супроводі молодих активістів з Німеччини. Генсек назвав це вражаючим зусиллям, і сказав, що ООН сповнена рішучості викорінити такі зловживання.